# Fredrik von Krusenstjerna
Fredrik Lennart Filip von Krusenstjerna, född 13 november 1958 i S:t Matteus församling, Stockholm, är en svensk filmare, producent och dokumentärfilmare.
Fredrik von Krusenstjerna genomgick en treårig utbildning i regi på Columbia College Film School. Han arbetade 1984–1986 som klippare, kameraman och regissör på Sveriges Television. 1989 regidebuterade von Krusenstjerna med filmen Tong Tana. 1994 års kortfilm Förräderi nominerades till en Guldbagge. von Krusenstjerna är sedan 2009 verksam på Strix Television.
Han var mellan 1995 och 2008 gift med författaren Cecilia Gyllenhammar.

## Filmografi
Dokumentärer
- 1989 – Tong Tana
- 1994 – Förräderi
- 1997 – Tranceformer
- 2001 – Den förlorade sonen
- 2008 – Necrobusiness
- 2013 – Porrkungens tårar

Producent
- 1994 – Förräderi
- 1996 – Den försvunne
- 2001 – Pablos födelsedag
- 2001 – Den förlorade sonen
- 2008 – Necrobusiness
- 2013 – Porrkungens tårar